# Carolyn Jones
Carolyn Sue Jones, född 28 april 1930 i Amarillo, Texas, död 3 augusti 1983 i West Hollywood, Los Angeles, Kalifornien, var en amerikansk skådespelare.
Jones började som discjockey och spelade på teaterscen i fasta ensembler. Hon filmdebuterade 1952 och nominerades till en Oscar för bästa kvinnliga biroll i filmen Svensexa 1957.
Carolyn Jones hade ett speciellt utseende och fick ofta litet udda roller. Hon blev populär och känd världen över för sin roll som Morticia Addams i TV-serien Familjen Addams (1964–1966).
Jones var gift fyra gånger, 1953–1964 med TV-mogulen Aaron Spelling. Hon avled 1983 i magcancer vid 53 års ålder.

## Filmografi i urval
- 1952 – Road to Bali
- 1953 – Vaxkabinettet (House of Wax)
- 1953 – Polishämnaren (The Big Heat)
- 1954 – Desirée
- 1955 – Ljuva ungkarlstid (The Tender Trap)
- 1957 – Svensexa (The Bachelor Party)
- 1958 – King Creole
- 1959 – Sista tåget från Gun Hill (Last Train from Gun Hill)
- 1959 – Livet är härligt (A Hole in the Head)
- 1962 – Så vanns vilda västern (How the West Was Won)
- 1964–1966 – Familjen Addams (TV-serie)
- 1969 – Color Me Dead
- 1977 – Eaten Alive